# بيير ترينتين
ترينتين ترينتين (بالفرنسية: Pierre Trentin)‏ مواليد 15 مايو 1944 في كريتاي، هو دراج فرنسي سابق. سبق أن شارك في دورة الألعاب الأولمبية الصيفية وفاز بميدالية أولمبية.

## الميداليات
| الميدالية | المسابقة                       |
| --------- | ------------------------------ |
| برونزية   | الألعاب الأولمبية الصيفية 1964 |
| ذهبية     | الألعاب الأولمبية الصيفية 1968 |

## روابط خارجية
- بيير ترينتين على موقع أرشيف الدراجات (الإنجليزية)
- بيير ترينتين على موقع إحصائيات الدراجات الإحترافية (الإنجليزية)
- بيير ترينتين على موقع CycleBase (الإنجليزية)
- بيير ترينتين على موقع أوليمبيديا (الإنجليزية)